# Stanisław Franciszek Michalski

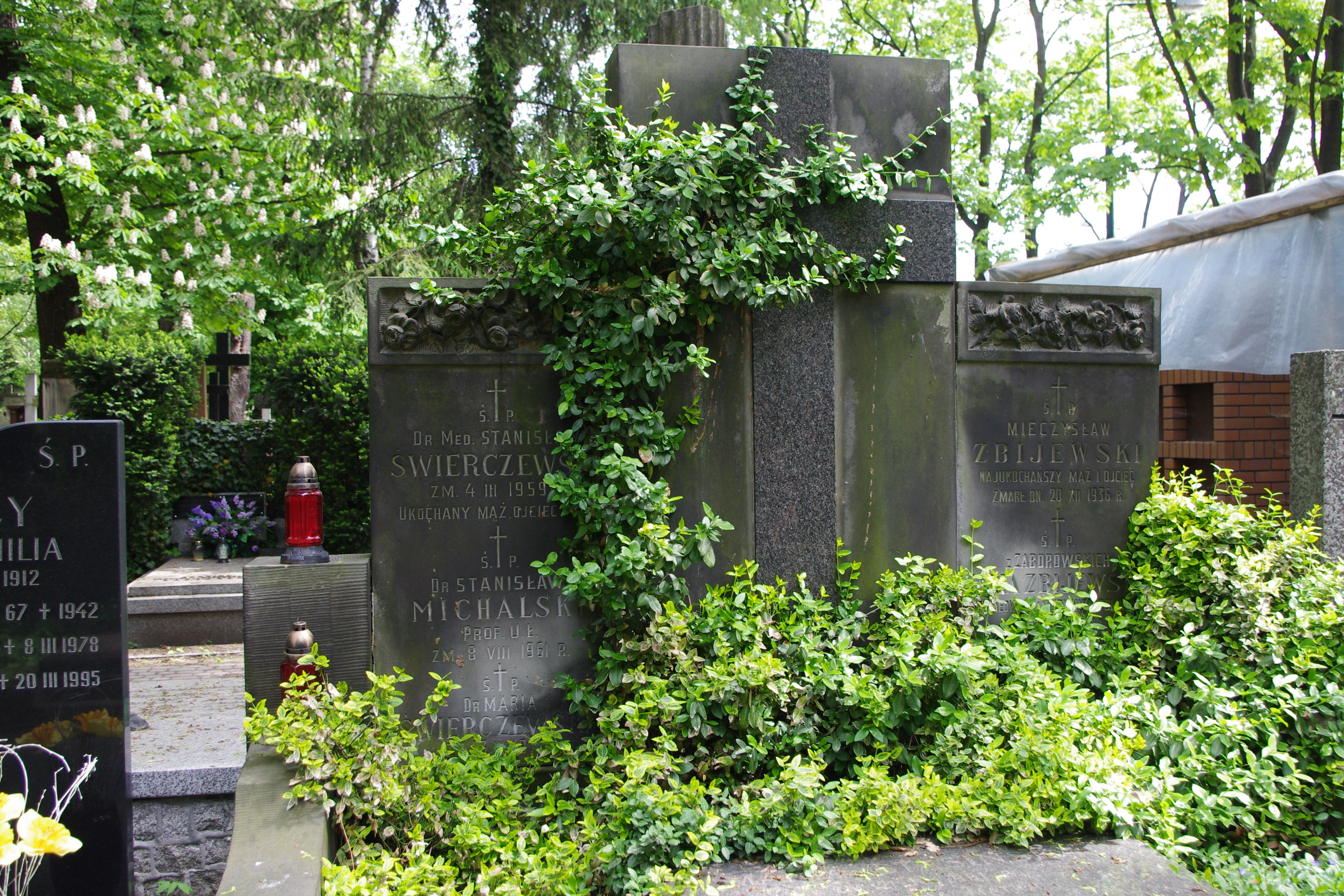
Grób indologa Stanisława Franciszka Michalskiego na Starych Powązkach w Warszawie

Stanisław Franciszek Michalski podpisujący się także Stanisław Fr. Michalski-Iwieński, Franciszek Michalski (ur. 29 stycznia 1881 w Tarnogrodzie, zm. 8 sierpnia 1961 w Łodzi) – polski indolog, encyklopedysta, tłumacz (przekładał z sanskrytu i języka palijskiego), wydawca i pisarz.

## Życiorys
Urodził się 29 stycznia 1881 w Tarnogrodzie, w rodzinie Seweryna i Stanisławy ze Smólskich. Był bratem Jana Michalskiego. Ukończył studia na wydziale filozoficznym Uniwersytetu Wiedeńskiego. W 1912 uzyskał stopień doktora w zakresie filologii indyjskiej. W czasie I wojny światowej przebywał w Szwajcarii. W 1920 jako ochotnik służył w Wojsku Polskim. W 1924 ożenił się z Jadwigą z Zaborowskich (zm. 1946).
Redaktor i wydawca Encyklopedii Powszechnej Ultima Thule. Tłumaczył na polski kluczowe dla hinduizmu teksty – fragmenty Rigwedy i Upaniszad oraz Bhagawadgitę, jak również teksty buddyjskie m.in. Dhammapadę (jako Ścieżki prawdy). Pisał też prace naukowe, głównie z egzegezy Rigwedy. Był członkiem Bhandarkar Oriental Research Institute w Pune.
W czasie II wojny światowej przebywał w Warszawie, spłonęła jego biblioteka i prace naukowe. Po wojnie, od 1945 mieszkał w Łodzi, i prowadził wykłady z indianistyki na Uniwersytecie Łódzkim.
Zmarł 8 sierpnia 1961 w Łodzi. Pochowany na cmentarzu Powązkowskim w Warszawie (kwatera 170-2-25,26).